# 异硫氰酸荧光素
异硫氰酸荧光素（缩写FITC），是一种荧光素衍生物类荧光染料，广泛应用于流式細胞術和熒光顯微鏡，激发峰在495nm，发射峰在519nm。常用的FITC是两种异硫氰酸基官能团位置异构体5-FITC和6-FITC的化合物。

FITC的激发光谱和发射光谱